# John Fothergill
John Fothergill (8 de marzo de 1712-26 de diciembre de 1780) fue un médico, naturalista y recolector de flora, inglés que nació en el seno de una familia cuáquera en Yorkshire. Se licenció en Medicina en Edimburgo en 1736, y tras viajar al continente en 1740, se asentó en Londres, donde ejerció su profesión. Durante las epidemias de gripe de 1775 y de 1776 atendía a más de sesenta pacientes diarios. Su artículo Informe sobre la faringitis ulcerosa (1748) contiene una de las primeras descripciones de la difteria en inglés. También es conocido por ser uno de los primeros médicos en describir el cuadro de meningitis tuberculosa. 
Fue un gran filántropo de las Ciencias naturales. Cuando adquiere una propiedad rural en Upton, Essex, establece un jardín botánico de 4 ha, donde crecían miles de especies de plantas. Entre 1751 a 1754, Fothergill anónimamente publica observaciones del tiempo y las enfermedades de Londres en Gentleman's Magazine. En 1863 es nombrado miembro de la Royal Society.
También tuvo una enorme colección de insectos, conchas e ilustraciones. Fothergill compra la colección de caracoles de Sydney Parkinson (1745-1771). Luego de su deceso, las colecciones de Fothergill las adquiere William Hunter (1718-1783) por £ 1100: material que estuvo primero en el "Museo Hunterian"; y hoy se encuentra en el "Museo de Zoología Universitario".
Murió en Harpur Street, Londres a la edad de 68 años. Entre 1783 y 1784 se publica una compilación total de su obra: contribuciones a Edinburgh Medical Essays, Philosophical Transactions, Medical Observations & Inquiries, en 3 vols. editados por Lettsom en Londres.

## Algunas publicaciones
- 1773. Of a painful affection of the face. Medical Observations & Inquiries by a Society of Physicians in London, 5: 129-142
- 1783. Observations on the weather & diseases of London. En sus Obras . Londres, 1: 145-240

### Libros
- Travis, J; W Hunter, A Russel, J Fothergill, S Pye, G Macaulay. 1792. Medical Observations & Inquiries, by a Society of Physicians in London (vol. 2). Ed. William Johnston. 424 pp.

- Claus Bernet: John Fothergill, in: Biographisch-bibliographisches Kirchenlexikon, 31, 2010, 456-464.

- La abreviatura «Foth.» se emplea para indicar a John Fothergill como autoridad en la descripción y clasificación científica de los vegetales.[1]